# Лёгкость движения
Лёгкость движения (Индикатор лёгкости движения Армса; EMV от англ. Arms’ Ease of Movement Value) — технический индикатор призванный продемонстрировать, насколько легко изменяется рыночная цена инструмента, связывая соотношения изменений цен и объём торгов.
Индикатор лёгкости движения разработал Ричард У. Армс мл. (англ. Richard W. Arms, Jr.).

## Методика построения
Индикатор лёгкости движения Армса является соотношением движения средней точки (англ. midpoint move) относительно предыдущего периода к частному от объёма и полной величины текущего бара:
{\displaystyle {\textit {EMV}}_{t}={\frac {{\frac {{\textit {high}}_{t}+{\textit {low}}_{t}}{2}}-{\frac {{\textit {high}}_{t-1}+{\textit {low}}_{t-1}}{2}}}{\frac {{\textit {volume}}_{t}}{{\textit {high}}_{t}-{\textit {low}}_{t}}}},}
где {\displaystyle {\textit {EMV}}_{t}} — значение индикатора EMV в рассматриваемый период; {\displaystyle {\textit {high}}_{t},{\textit {low}}_{t},{\textit {volume}}_{t}} — соответственно, максимальная, минимальная цены и объём текущего периода; {\displaystyle {\textit {high}}_{t-1},{\textit {low}}_{t-1}} — максимальная и минимальные цены предыдущего периода.
Для практического анализа принято использовать не саму линию индикатора, а его скользящую среднюю. В частности, для краткосрочного анализа рекомендуется 4-дневная экспоненциальная скользящая средняя.

## Торговая стратегия
Из методики построения следует, что индикатор лёгкости движения принимает высокие значения, когда цены растут при минимальном объёме и низкие, когда цены падают при малом объёме.
Нахождение значений индикатора около нуля свидетельствуют о значительных объёмах и/или неподвижность цены.
Исходя из этого аналитики рекомендуют:
- Покупать (открывать длинные позиции, закрывать короткие), когда скользящая средняя EMV поднимается выше нуля.
- Продавать (закрывать длинные, открывать короткие позиции), когда скользящая средняя EMV опускается ниже нуля.

## Связь с другими индикаторами
Ричард У. Армс мл. является также автором Индекса Армса (TRIN).